# هرمون حاثة القشرة
الهرمون المنشط لقشرة الكظرية أو الهرمون الموجِّه لقشر الكظرية (بالإنجليزية: adrenocorticotropic hormone)‏ أو الموجهة القشرية (بالإنجليزية: corticotropin)‏ هو هرمون يتكون من سلسلة عديد الببتيد، ويعتبر المنظم الأساسي للغدة الكظرية وأفرازاتها أيضاً.

## إنتاج الموجهة القشرية
عند إفراز الإندورفين من خلايا الدماغ أو من الغدة النخامية، يقوم بتشيط خلايا القشرة في الغدة الكظرية لافراز الكورتيزول. تقوم الغدة النخامية بأفراز الهرمون المبدئي (pre-pro-opiomelanocortin) والذي يتم تكسيره لتكوين هرمونات مهمة كالموجهة القشرية والإندورفين والهرمون المنبه للخلايا الميلانية (Melanocyte stimulating hormone). ولهذا السبب نجد أن المصابين بمرض أديسون عادة ما يعانون من زيادة صبغة الجلد

الهرمونات الناتجة من تكسير البروأبيوميلانوكورتين

1. ↑  Zaidi M، Sun L، Robinson LJ، Tourkova IL، Liu L، Wang Y، Zhu LL، Liu X، Li J، Peng Y، Yang G، Shi X، Levine A، Iqbal J، Yaroslavskiy BB، Isales C، Blair HC (مايو 2010). "ACTH protects against glucocorticoid-induced osteonecrosis of bone". Proceedings of the National Academy of Sciences of the United States of America. ج. 107 ع. 19: 8782–7. Bibcode:2010PNAS..107.8782Z. DOI:10.1073/pnas.0912176107. PMC:2889316. PMID:20421485.
2. ↑  James B. Collip, Evelyn Anderson, D. L. Thomson (12 أغسطس 1933). "The adrenotropic hormone of the anterior pituitary lobe". ذا لانسيت. ج. 222 ع. 5737: 347–348. DOI:10.1016/S0140-6736(00)44463-6.
3. ↑  I.K. Morton؛ Judith M. Hall (6 ديسمبر 2012). Concise Dictionary of Pharmacological Agents: Properties and Synonyms. Springer Science & Business Media. ص. 84–. ISBN:978-94-011-4439-1. مؤرشف من الأصل في 2017-02-15.